# Le Rêve d'un millet
Le Rêve d’un millet (en chinois simplifié : 黄粱一梦, en chinois traditionnel : 黃粱一夢, en pinyin : huángliáng yī mèng, parfois traduit par Rêve du millet jaune) est une histoire traditionnelle chinoise datant de la dynastie Tang (618–907). Cette histoire est racontée dans L’histoire de l’oreiller (en chinois simplifié : 枕中记, en chinois traditionnel : 枕中記, en pinyin : Zhěn zhōng jì) de Shen Jiji[réf. nécessaire].

## Histoire
L’histoire parle de Lu, un pauvre étudiant souhaitant réussir ses examens. Un jour, il rencontre un moine taoïste, Lü, qui lui propose de réaliser ses rêves à l’aide d’un oreiller. Épuisé de sa journée de marche, Lu s’endort sur le coussin tandis que des millets cuisent. Il rêve qu’il épouse une riche et belle femme du nom de Cui, qu’il réussit ses examens et devient un important cadre. Mourant tranquillement à l’âge de quatre-vingt ans après une vie aisée, il se réveille soudain. Le temps de son rêve, les millets n’ont pas eu le temps de cuire.

## Signification
Contrairement à ce que l’on peut penser, l’histoire ne parle pas de Huangliang (le nom du millet) mais bien de Lu. Le titre de l’œuvre signifie qu’un rêve ne dure que le temps de cuire du millet. La morale de l’histoire est qu’un rêve n’est qu’illusoire et ne dure qu’un instant, tout comme la prospérité (être un important cadre) et la richesse (la vie aisée).